# 校前路交流道
校前路交流道，為臺灣國道一號五楊高架的交流道，指標為70k，位於桃園市楊梅區，僅設南下出口與北上入口，連絡道路為校前路，於2017年10月20日啟用。是聯絡楊梅市區、老坑與龍潭等地區主要聯外交流道，也是高架道路北上路段發生事故時用以利救援車輛駛入的匝道。
|  | 70 校前路 |  | 龍潭 楊梅 |

## 外部連結
- 國道一號楊梅交流道、五楊高架校前路交流道、楊梅端示意圖 （页面存档备份，存于）（交通部高速公路局）